# Péter Baczakó
Péter Baczakó (* 27. September 1951 in Ercsi; † 1. April 2008 in Budapest) war ein ungarischer Gewichtheber.

## Leben
1976 errang er bei den Olympischen Spielen in Montreal eine Bronzemedaille im Leichtschwergewicht. Vier Jahre später gewann er bei den Olympischen Spielen in Moskau die Goldmedaille im Mittelschwergewicht. Bei Weltmeisterschaften konnte er im Laufe seiner Karriere drei Silber- und sechs Bronzemedaillen in verschiedenen Gewichtsklassen erringen. 1979 wurde er Europameister; daneben kam er bei Europameisterschaften sechsmal auf den zweiten und viermal auf den dritten Platz.
Baczakó starb mit 56 Jahren an den Folgen einer Krebserkrankung, zudem war er an einer Muskeldystrophie erkrankt.